# Гуэлф
Гуэ́лф (англ. Guelph) — город в канадской провинции Онтарио. В городе находится администрация графства Веллингтон, однако сам город в графство не входит, а является отдельным муниципалитетом.

## История
До начала европейской колонизации данная территория рассматривалась местными племенами как «нейтральная зона». В определённые дни представители этих племён приходили сюда и занимались торговлей.

В XIX веке это место было избрано для возведения штаб-квартиры частной «Canada Company». 23 апреля 1827 года, День святого Георгия, является официальной датой основания города. Город был назван в честь правящей в Великобритании Ганноверской династии: предками правившего тогда короля Георга IV была семья Вельфов (один из исторических вариантов написания — Guelfen); поэтому город ещё называют «Королевским городом».

## Образование
- Гуэлфский университет